# Омельченко, Андрей Фёдорович
Андрей Фёдорович Омельченко (2 июля 1926, Павлыш, Кременчугский округ — 9 мая 1981, Киев) — советский украинский бандурист, педагог.

## Биография
Родился в 1926 году в селе Павлыш.
Играть на бандуре начал в детстве — в Днепродзержинске посещал детскую капеллу бандуристов Дворца культуры завода имени Ф. Э. Дзержинского, где его учителем был бандурист Макар Осадчий, окончить обучение помешала война.
Участник Великой Отечественной войны, в РККА с 1943 года, гвардии старший сержант, разведчик взвода пешей разведки 220-го гвардейского стрелкового полка 79-й гвардейской стрелковой дивизии. Участвовал в боях на 3-м Украинском и 1-м Белорусском фронтах, был ранен, участник штурма Берлина.

Действуя в боевых подразделениях пехоты во время уличных боёв в г. Берлине 28-30.04.1945 г. лично из автомата уничтожил 5 немцев.— из приказа на награждение медалью «За отвагу», 9 мая 1945 года
Награждён медалями «За отвагу», «За взятие Берлина», «За победу над Германией в Великой Отечественной войне 1941—1945 гг.».
После войны продолжил военную службу как музыкант в Ансамбле песни и пляски под управлением Е. П. Шейнина в составе группы советских войск в Германии.
Демобилизовавшись, работал в ансамбле бандуристов украинского радио, с 1954 года преподавал в Киевской средней специальной музыкальной десятилетней школе имени Н. В. Лысенко.
В 1956 году окончил Киевскую консерваторию по классу бандуры (А. М. Бобырь, В. А. Кабачок) и вокала (профессора Д. Г. Евтушенко и А. А. Гродзинский), продолжил обучение в аспирантуре исполнительского профиля по классу профессора М. М. Гелиса, в 1968 году защитил кандидатскую диссертацию — кандидат искусствоведения.
В 1957 году стал лауреатом конкурса исполнителей 1-го Всесоюзного фестиваля советской молодёжи в Москве.
Работал в Киевской филармонии, выступал в т.ч. за рубежом в Чехословакии, Польше, Финляндии.
В 1962—1971 годах преподавал в Киевском музыкальном училище имени Р. М. Глиэра.
С 1978 года — преподаватель, заместитель декана оркестрового факультета Киевского государственного института культуры имени А. Е. Корнейчука.
Был членом правления музыкального общества УССР, председателем художественного совета кобзарей-бандуристов.
Умер в 1981 году в Киеве.

## Труды
Автор более 90 статей и редактор 46 нотных изданий. Ему принадлежит первое в украинском музыковедении фундаментальное исследование «Развитие кобзарского искусства на Украине» (1968). Инициатор выпуска «Библиотека бандуриста». Составитель нескольких сборников для бандуры. Автор учебно-методического пособия «Школа игры на бандуре» (1975, 1979, 1984, 1989).